# 戸塚カントリー倶楽部

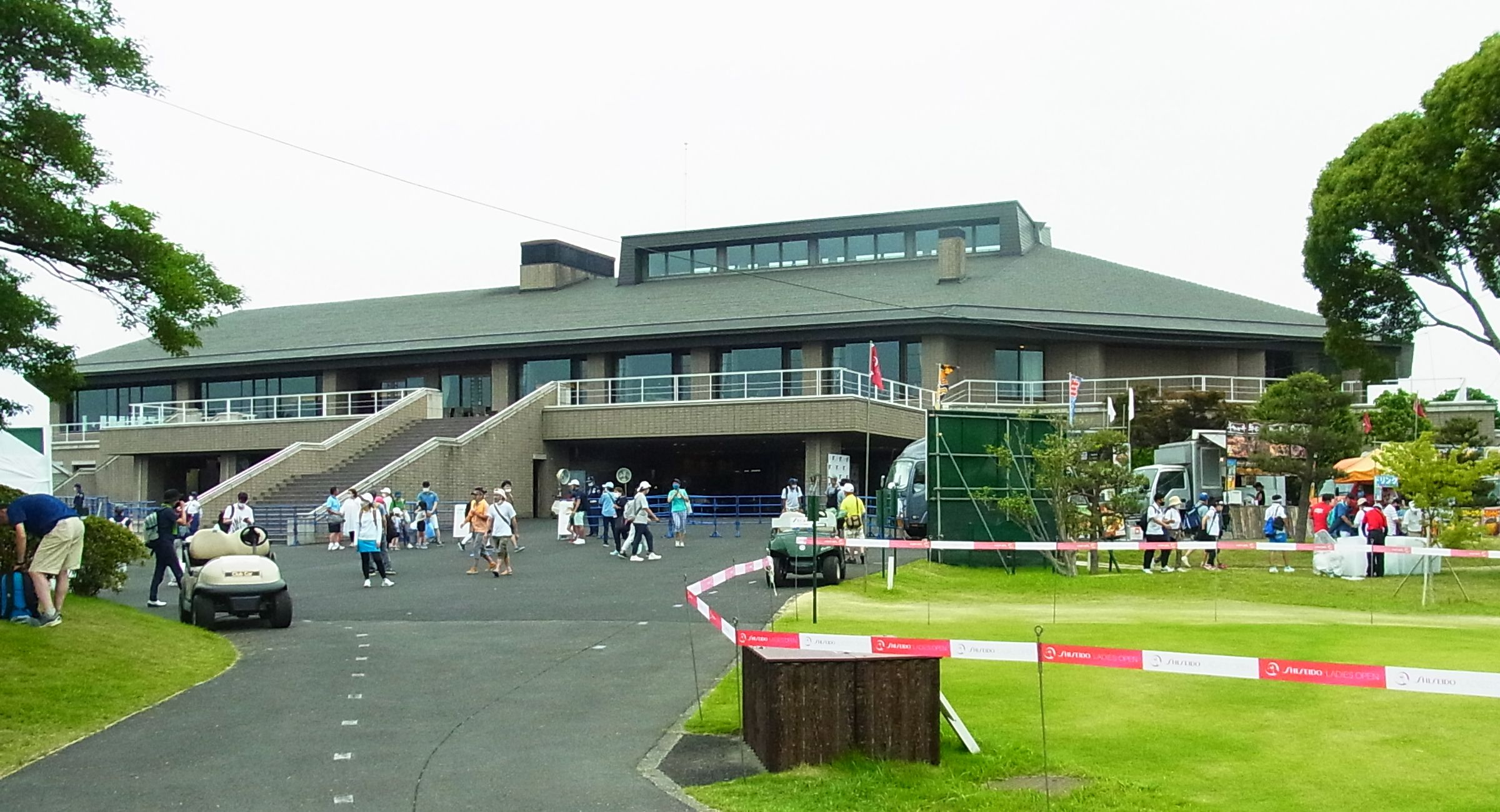
戸塚カントリー倶楽部クラブハウス

戸塚カントリー倶楽部（とつかカントリーくらぶ）は、神奈川県横浜市旭区大池町に広がるゴルフ場である。

## 概要
戸塚カントリー倶楽部が広がる旭区は、八王子市の高尾山から連なる多摩丘陵に位置し標高は63.5mである。中央を帷子川が縦断し、西部は上瀬谷通信施設跡地の広大な草原地帯が広がり、市街化調整地域が設定された生産緑地、公園、山林となっており、区内には川井矢指、今井大池名瀬、三保新治の3つの風致地区があるため、横浜市内では緑被率が2番目に高い。
1958年（昭和33年）代、旧制七高生たちが言い出した「新幹線が通ったら戸塚辺りに駅ができる」、「東西財界の交流も多くなるが、「霞ヶ関カンツリー倶楽部」では遠すぎる」といって、「戸塚にゴルフ場を造ろう」と言い出したことに始まる。
株式会社三和銀行（現・株式会社株式会社三菱UFJ銀行）・渡辺忠雄、株式会社電通・吉田秀雄らで財界人が集まった。1958年（昭和33年）11月19日、新たなゴルフ場の建設に向けて「神奈川開発観光株式会社」を設立、社長に三輪眞吉が就任したが、すぐ健康を害して吉田に交代した。
ゴルフ場の建設用地は、神奈川県横浜市の相模と武蔵の界で、九十九谷戸である。ところが、芝を植えるには不向きな土壌で「こりゃダメだ」と、コース設計の井上誠一が言ったが、吉田は「悪いコースでもいいから造る」と言った。だが、用地の買収が進まなかった、36ホール全ての設計を井上誠一に依頼するはずだったが、買収のまとまりの早い川上コース（アベレージコース）の設計を間野貞吉に依頼し、名瀬コース（チャンピオンコース）は纏まった段階で設計を井上誠一に依頼することにした。
1959年（昭和34年）10月7日、コース施工の地鎮祭が執り行われた。1961年（昭和36年）12月20日、川上コース（現・東コース、設計・間野貞吉）18ホールが完成し、開場した。1962年（昭和37年）10月11日、名瀬コース（現・西コース、設計・井上誠一）18ホールが完成し、開場した。クラブハウスの設計は丹下健三、建物の巨大さと奇抜さで世間を驚かせた。コースは丘陵コースで、アップダウンは大きくないが、うねりのあるフェアウェイが難易度を高めている。
2020年（令和2年）4月10日、新型コロナウイルス感染拡大の予防、来場者の健康と安全を考慮して、4月14日よりクローズを決定した。4月22日、クローズ期間を5月7日迄とした。政府発表によっては、クローズ期間延長の可能性もある。5月5日、クローズ期間を延長し5月14日迄とし、5月15日より、会員及び会員登録家族のみの営業とした。5月21日、6月2日より営業緩和された。

## 所在地
〒241-0834 神奈川県横浜市旭区大池町26番地

## コース情報
- 開場日 - 1961年12月20日
- 設計者 - 東コース 間野貞吉[3]・西コース 井上誠一[4]
- コース施工 - 株式会社大林組
- 面積 - 1,320,000m2（約39.9万坪）
- コースタイプ - 丘陵コース
- コース - 36ホールズ、パー144、14,010ヤード、コースレート 東コース72.5、西コース74.5
- グリーン - 東コース1グリーン（ペンクロス）、西コースベント2グリーン（ペンクロス）
- プレースタイル - 乗用カート、キャディ付き
- 練習場 - 22打席 235ヤード
- 休場日 - 毎週月曜日、12月31日、1月1日（月曜日が祝日の場合は翌日の火曜日）[5][6]

## クラブ情報
- ハウス面積 - 7,645m2（2,312.6坪）
- ハウス設計 - 株式会社安井建築設計事務所
- ハウス施工 - 株式会社大林組
- 所属プロ - 山本 信弘、小袋 秀人、久志岡 俊海、石川 忠太郎、和田 奈々[7][6][5]

## ギャラリー
- コース - 「戸塚カントリー倶楽部」、東コース、「戸塚カントリー倶楽部」、西コース
- ハウス - 「戸塚カントリー倶楽部」、施設案内

## 交通アクセス
鉄道
- JR東日本 - 東戸塚駅西口より クラブバス利用 約15分
- 相模鉄道（本線・いずみ野線） - 二俣川駅より クラブバス利用 約10分

道路
- 横浜新道 - 川上ICより 3km 約5分
- 横浜横須賀道路 - 南本宿ICより 3km 約5分[8]

## メジャー選手権
- 1975年（昭和50年） - 第1回 日本プロゴルフマッチプレー選手権大会[9]
- 1976年（昭和51年） - 第2回 日本プロゴルフマッチプレー選手権大会[9]
- 1977年（昭和52年） - 第3回 日本プロゴルフマッチプレー選手権大会[9]
- 1978年（昭和53年） - 第4回 日本プロゴルフマッチプレー選手権大会[9]
- 1979年（昭和54年） - 第5回 日本プロゴルフマッチプレー選手権大会[9]
- 1980年（昭和55年） - 第6回 日本プロゴルフマッチプレー選手権大会[9]
- 1981年（昭和56年） - 第7回 日本プロゴルフマッチプレー選手権大会[9]
- 1982年（昭和57年） - 第8回 日本プロゴルフマッチプレー選手権大会[9]
- 1986年（昭和61年） - 第51回 日本オープンゴルフ選手権競技大会[10]
- 2005年（平成17年） - 第38回 日本女子オープンゴルフ選手権競技大会[11]

## エピソード
- 東コースを設計した間野貞吉は、「戸塚カントリー倶楽部」での設計が初めてだったが、後に、ゴルフコースの設計で日本で初めて博士号を取得した[12]。
- 初期のクラブハウスは丹下健三が設計したが、竹を縦に真二つに割った切断面を大屋根にしており、面積1,520坪の巨大な奇抜な建物である。建設費用も、予算は1億6千万円だったが2億円も超過した[12]。
- 宮里藍が優勝した2005年の第38回日本女子オープンゴルフ選手権競技を当倶楽部西コースで開催した際には、4日間で48,677人、特に最終日に21,018人の観衆が観戦した[13]。

## 高所作業事故
- 2021年（令和3年）6月9日午前8時頃、「戸塚カントリー倶楽部」で、高所作業車のゴンドラに乗って樹木の伐採していた男性作業員2名が、JR東日本所有の高圧送電線に接触し感電した可能性があり感電による全身火傷で死亡した[14]。この事故により、JR東日本横浜支社によると、送電の停止で横浜線が約2時間、全線で運転を見合わせ、約1万1千人に影響した[14]。

## 関連文献
- 『戸塚カントリー倶楽部30年史』、戸塚カントリー倶楽部30年史編集委員会 企画 編集、横浜 戸塚カントリー倶楽部、1991年11月、2020年7月11日閲覧
- 『月刊ゴルフマネジメント 11月20(183) 』、「戸塚カントリー倶楽部」、東京 一季出版、1999年11月、2020年7月11日閲覧
- 『月刊ゴルフマネジメント』、「ゴルフ倶楽部を考える(224)戸塚カントリー倶楽部の創設」、井上勝純著、東京 一季出版、2004年12月、2020年7月11日閲覧
- 『月刊ゴルフマネジメント』、「ゴルフ倶楽部を考える(225)戸塚カントリー倶楽部36ホールに」、井上勝純著、東京 一季出版、2005年1月、2020年7月11日閲覧
- 『ゴルフ場ガイド 東版』2006-2007、「戸塚カントリー倶楽部（神奈川県）」、東京 ゴルフダイジェスト社、2006年5月、2020年7月11日閲覧
- 『美しい日本のゴルフコース BEAUTIFUL GOLF CULTURE IN JAPAN 日本のゴルフ110年記念 ゴルフは日本の新しい伝統文化である』、「ゴルフダイジェスト社「美しい日本のゴルフコース」編纂委員会編」、東京 ゴルフダイジェスト社、2013年12月、2020年7月11日閲覧